# Mahone Bay
Mahone Bay est une ville canadienne située dans le Comté de Lunenburg, en Nouvelle-Écosse. Elle porte le nom de la baie homonyme, elle-même nommée pour les mahonnes pirates s'y abritant aux XVIe siècle et XVIIe siècle siècles.

## Démographie
| 2001 | 2006 | 2011 | 2016  |
| ---- | ---- | ---- | ----- |
| 991  | 904  | 943  | 1 036 |